# La Tramontana
La Tramontana fue un periódico anarquista español publicado en Barcelona en catalán entre 1881 y 1893, y de forma intermitente hasta 1896. Fue fundado por el anarquista Josep Llunas i Pujals que también fue su director. Después de 1896 hubo tres intentos de volverlo a reeditar en 1903, 1907 y 1913 que fracasaron. Según Josep Termes fue «una revista de gran trascendencia en la historia de los movimientos políticos y sociales de Cataluña».

## Historia
Fundado por Llunas i Pujals en febrero de 1881 tenía periodicidad semanal. En él, según Josep Termes, «se daban la mano el anarquismo moderado, el republicanismo y el federalismo, el catalanismo progresivo, el libre pensamiento, la masonería y el anticlericalismo».
Combatió de forma vehemente el uso de la violencia y el terrorismo como medio para difundir las ideas anarquistas —la propaganda por el hecho— y a pesar de ello cuando el 7 de noviembre de 1893 se produjo el atentado del Teatro del Liceo Llunas, como otros muchos anarquistas de Barcelona, fue detenido y el periódico suspendido por orden gubernativa. El semanario volvió a publicarse aunque de forma intermitente hasta que tras el atentado de la Procesión del Corpus del 11 de junio de 1896 fue cerrado definitivamente. Llunas fue de nuevo detenido. De nada valió que horas antes La Tramontana hubiera escrito un artículo-manifiesto condenando el atentado que comenzaba diciendo:

Con lágrimas de indignación más sentidas en el fondo del corazón que salen de los propios ojos, empezamos a escribir el número de esta semana bajo la dolorosa y terrible impresión del monstruoso atentado del domingo pasado. Una mano criminal que no puede obedecer más que al cerebro de un loco sembró la muerte y la desolación entre el público de Barcelona que había acudido a ver una manifestación católica, haciendo víctimas de sus salvajadas a indefensas mujeres, inocentes criaturas y pobrecitos ancianos. Si el autor o autores de tan repugnantes hechos pretenden encubrir su locura o su vileza bajo el manto de unas ideas que ni entienden ni practican, ni conocen, ni estudian, sepan y entiendan que los honrados partidarios de ellas les escupen en la cara…

Después de 1896 hubo tres intentos para volver a editarlo. El primero tuvo lugar en 1903 utilizando las mismas planchas, grabados y cabecera, empresa en la que colaboraron Joan Usón y Josep Mas-Gomeri. El segundo en 1907, por parte del grupo de anarquistas catalanistas que habían editado en 1905 el semanario Avenir, como Albert Masferrer y Josep Grau. El tercer y último intento fue en 1913, por iniciativa de Salvador Seguí, El Noi del Sucre, pero solo llegó editar un único número, precisamente dedicado a la figura de Josep Llunas, y en el que escribió un artículo Anselmo Lorenzo. Sus promotores se declaraban anarquistas y librepensadores, que tenían «dos sublimes amores»: Cataluña y la libertad.